# Faro de El Rompido
El faro de El Rompido es un faro situado a 8 kilómetros de la ciudad de Cartaya, en la provincia de Huelva, en Andalucía (España). Este faro data de 1975, reemplazando al que había desde 1861. Está gestionado por la Autoridad Portuaria de Huelva.

## Historia
El primer faro fue construido para cubrir desembocadura del río Guadiana hasta los ríos Tinto y Odiel. Se encendió en 1861, con aparato de 3º orden y lámpara de aceite de oliva.